# Interleukina 18

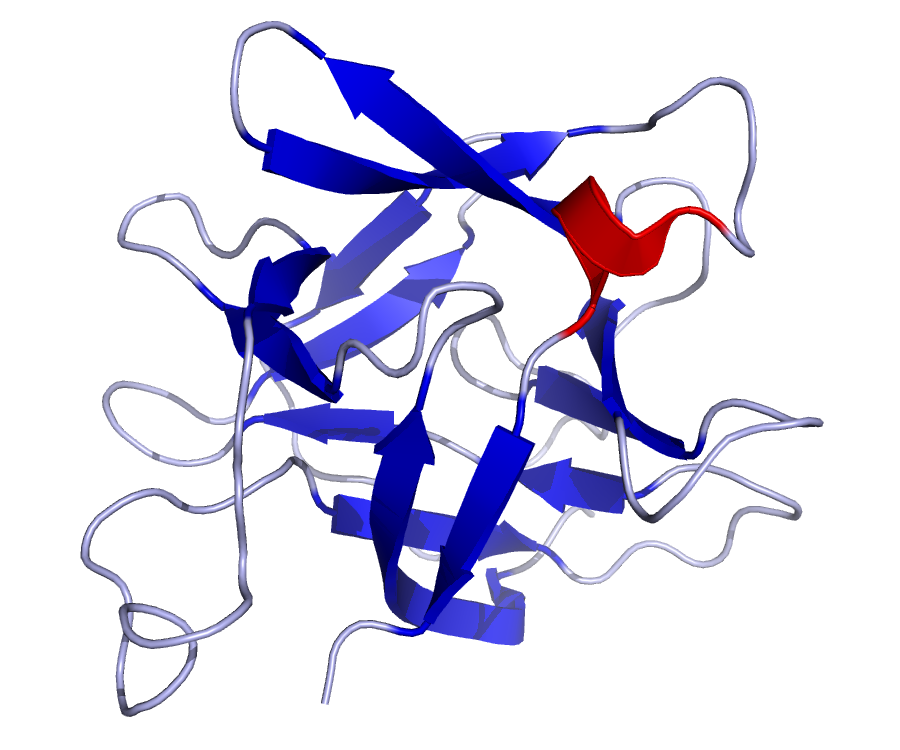
Ludzka interleukina 18

Interleukina 18, IL-18 – cytokina wytwarzana przez makrofagi, a także inne komórki, należąca do rodziny IL-1. Pierwszą poznaną funkcją IL-18 było silne pobudzanie produkcji interferonu γ (IFNγ) przez limfocyty T i komórki NK w reakcji na działanie patogenów, takich jak lipopolisacharyd (LPS). Aktualnie uznaje się, że efekty działania IL-18 są znacznie bardziej zróżnicowane i uczestniczy ona w promowaniu polaryzacji odpowiedzi immunologicznej zarówno w kierunku Th1, Th2 jak i Th17, w zależności od tego, w obecności jakich innych cytokin się znajduje. Oprócz roli fizjologicznej, wykazano, że IL-18 może wywoływać także silne reakcje zapalne, co sugeruje jej patofizjologiczną rolę w wielu chorobach zapalnych i autoimmunologicznych, takich jak cukrzyca typu 1, stwardnienie rozsiane, miastenia, reumatoidalne zapalenie stawów, łuszczyca i inne.

## Budowa
IL-18 została po raz pierwszy uzyskana w 1995 roku w Japonii z surowicy krwi i ekstraktów wątroby myszy, które zakażano bakteriami Propionibacterium acnes i stymulowano LPS. W rezultacie otrzymano pojedynczy łańcuch peptydowy o masie cząsteczkowej równej 18 kDa, który nie był tożsamy z żadnym znanym wówczas białkiem. Forma prekursorowa IL-18 składa się ze 192 aminokwasów, natomiast forma dojrzała biologicznie – ze 157 aminokwasów. Sekwencja aminokwasów ludzkiej IL-18 jest w 65% homologiczna z IL-18 u myszy. Pod względem strukturalnym IL-18 wykazuje znaczne podobieństwo do IL-1β, w związku z czym obie te cytokiny dzielą niektóre wspólne mechanizmy (na przykład te same enzymy konwertujące formę prekursorową do formy aktywnej biologicznie).

## Gen
Gen IL-18 znajduje się na dłuższym ramieniu chromosomu 11 (11q22.2-q22.3). mRNA IL-18 wykazuje konstytutywną ekspresję w wielu typach komórek, w przeciwieństwie do większości innych cytokin (np. IL-12, p40, IL-1β), których mRNA nie wykazuje zazwyczaj ekspresji w warunkach normalnych, lecz dopiero po odpowiedniej stymulacji. Konstytutywna ekspresja mRNA IL-18 wynika po części ze szczególnej struktury i właściwości jej genu. Zazwyczaj geny cytokin posiadają na tyle dużo kopii elementów destabilizujących RNA, że okres półtrwania, w którym ich mRNA może zadziałać, jest krótki. Natomiast gen IL-18 albo w ogóle ich nie posiada, albo posiada tylko jeden element destabilizujący RNA, co najprawdopodobniej podtrzymuje niezwykle stabilną ekspresję mRNA IL-18. Ekspresja dwóch promotorów genu IL-18 zwiększa się pod wpływem bezpośredniej stymulacji przez produkty mikroorganizmów, takie jak LPS, lub przez IFNα, IFNβ i IFNγ, co prowadzi do zwiększenia ekspresji całego genu.

## Wytwarzanie
Ze względu na szczególne właściwości ekspresji genu IL-18, cytokina ta jest magazynowana w syntetyzujących ją komórkach, lecz w postaci nieaktywnego biologicznie prekursora. Prekursorem tym jest białko o masie cząsteczkowej 24 kDa, które przekształca się w aktywną biologicznie dojrzałą formę IL-18 dopiero po zadziałaniu specyficznych enzymów. Najważniejszym z nich jest enzym konwertujący IL-1β – kaspaza 1. Ekspresję kaspazy 1 stwierdza się w wielu typach komórek, w tym w limfocytach B, neutrofilach i makrofagach. Aktywację kaspazy 1 wywołuje LPS, co sprawia, że jest ona wówczas w stanie zadziałać na prekursor IL-18, przecinając w nim odpowiednie wiązania peptydowe, konwertując go w ten sposób do ostatecznej, aktywnej formy IL-18. 
Wydzielanie aktywnej IL-18 może również przebiegać bez udziału kaspazy 1. W jednym z takich przypadków rolę enzymu konwertującego pełni inna kaspaza (lub inne kaspazy), gdyż wykazano, że proces ten jest hamowany przez inhibitory kaspaz. Drugi możliwy mechanizm konwertowania prekursora IL-18 do formy aktywnej niezależny od kaspazy 1 wiąże się z udziałem proteazy-3. Enzym ten wydzielany jest przez neutrofile i monocyty po ich odpowiedniej stymulacji; może konwertować prekursor IL-18 pozakomórkowo, również przecinając wiązania peptydowe, choć najprawdopodobniej w innym miejscu niż kaspaza 1.
Aktywna biologicznie forma IL-18 może zostać nieuczynniona poprzez inny enzym – kaspazę 3, która powoduje rozpad ważnych wiązań peptydowych w cząsteczce tej cytokiny.

## Komórki produkujące IL-18
IL-18 jest wytwarzana nie tylko przez komórki immunokompetentne, ale także przez komórki nie należące do układu immunologicznego. U człowieka stwierdzono wydzielanie IL-18 przez następujące typy komórek:
- makrofagi, komórki dendrytyczne, komórki Kupffera-Browicza – po pobudzeniu tych komórek przez patogeny, dochodzi do aktywacji kaspazy 1, która konwertuje prekursor IL-18 do jej dojrzałej formy wewnątrz komórki, tak iż komórka wydziela już bioaktywną IL-18.
- komórki jednojądrzaste krwi obwodowej (limfocyty, monocyty) – w warunkach fizjologicznych wydzielają formę prekursorową IL-18, co wskazuje, że istnieje pozakomórkowy mechanizm konwertowania tego prekursora w formę aktywną biologicznie;
- komórki naskórka, zwłaszcza keratynocyty – mają zdolność wydzielania IL-18, choć w warunkach fizjologicznych nie posiadają kaspazy 1, co wskazuje, że wytwarzanie IL-18 odbywa się w tych komórkach w sposób niezależny od kaspazy 1.
- komórki nabłonka jelit i dróg oddechowych
- osteoblasty
- komórki kory nadnercza
- niektóre komórki ośrodkowego układu nerwowego (astrocyty, mikroglej)

## Receptor
Receptor IL-18 (IL-18R) zbudowany jest z dwóch podjednostek:
- podjednostki wiążącej – oznaczanej symbolem IL-18Rα – która znajduje się na powierzchni błony komórkowej komórek docelowych dla IL-18, wychwytuje cząsteczki tej cytokiny i wiąże się z nimi;
- podjednostki sygnalizującej – oznaczanej symbolem IL-18Rβ – która, po związaniu IL-18 przez podjednostkę IL-18Rα, oddziela się od niej i przemieszcza do cytoplazmy komórki przekazując sygnał do jądra komórkowego.

IL-18R wykazuje znaczne podobieństwo strukturalne i funkcjonalne do receptora IL-1.
Oprócz właściwego receptora IL-18, istnieje także inne białko, wpływające na zdolność wiązania się IL-18 z jej receptorem, określane symbolem IL-18BP (ang. IL-18 binding protein). Białko to występuje w czterech izoformach, z których dwie wykazują zdolność wiązania IL-18. Związanie cząsteczki IL-18 z IL-18BP sprawia, że nie może ona jednocześnie związać się ze swoim właściwym receptorem, za którego pośrednictwem wywiera swoje efekty, co praktycznie powoduje jej unieczynnienie. Wstrzyknięcie tych izoform IL-18BP do krwiobiegu myszy przeciwdziałało indukowanemu przez IL-18 wytwarzaniu IFNγ w reakcji na stymulację LPS. Dwie pozostałe izoformy IL-18BP nie wiążą IL-18 i najprawdopodobniej wykazują działanie hamujące na izoformy wiążące IL-18. Znaczna część IL-18 krążącej we krwi obwodowej znajduje się w formie związanej z IL-18BP. mRNA IL-18BP wykazuje konstytutywną ekspresję w różnych tkankach, w tym w sercu, mózgu, płucach i śledzionie. 
Niektóre pokswirusy kodują białka homologiczne z IL-18BP. Białka te, podobnie jak IL-18BP, wykazują zdolność wiązania IL-18, co prowadzi do jej nieuczynnienia. W rezultacie zahamowaniu ulega zależna od IL-18 produkcja IFNγ, dzięki czemu pokswirusy mogą osłabić odpowiedź odpornościową i uniknąć niszczącej je reakcji obronnej. 
Zdolność wiązania IL-18 przez jej receptor może także zostać obniżona przez inne białko o budowie homologicznej do IL-1, oznaczane symbolem IL-1F7. Białko to wykazuje zdolność wiązania się z IL-18R, przez co jednocześnie blokuje możliwość wiązania przez ten receptor IL-18.

## Działanie
Efekty biologiczne, które wywiera IL-18 zależą w dużej mierze od środowiska cytokin, wśród których się znajdzie.
1. Indukcja reakcji immunologicznych typu Th1. Pierwszą opisaną funkcją IL-18 było promowanie polaryzacji immunologicznej w kierunku Th1 poprzez silne indukowanie wytwarzania IFNγ w limfocytach T i komórkach NK. Okazało się jednak, że efekt ten IL-18 wywołuje tylko wspólnie z IL-12, IL-15 lub IL-2. Cytokiny te zwiększają wzajemnie ekspresję swoich receptorów na komórkach docelowych, co umożliwia ich synergistyczne działanie, którego żadna z tych cytokin nie jest w stanie wywołać samodzielnie. Ponadto, każda z tych cytokin po  związaniu przez swój receptor na powierzchni komórek, uruchamia alternatywny  szlak przekazywania informacji do jądra komórkowego, co znacząco wzmacnia ekspresję genu dla IFNγ i prowadzi do istotnego wzrostu jego produkcji. IFNγ jest ważnym czynnikiem wzbudzającym odpowiedź odpornościową komórkową, przez co ma podstawowe znaczenie w zwalczaniu zakażeń wewnątrzkomórkowych (np. wirusowych).
2. Indukcja reakcji immunologicznych typu Th2. IL-18 może prowadzić do polaryzacji immunologicznej w kierunku Th2 poprzez indukcję wytwarzania IL-4 i IL-13 w limfocytach Th, komórkach NK, a także w mastocytach i bazofilach. Efekt ten IL-18 wywołuje pod nieobecność IL-12, IL-15 i IL-23. Zdolność IL-18 do indukowania reakcji immunologicznej typu Th2, sugeruje jej patologiczną rolę w reakcjach alergicznych, na co wskazuje także wytwarzanie tej cytokiny przez komórki nabłonka dróg oddechowych i jelit.
3. Indukcja reakcji immunologicznych typu Th17. IL-18 może pobudzać populację tzw. limfocytów Th17 (limfocyty produkujące IL-17, transformujący czynnik wzrostu β (ang. transforming growth factor β – TGFβ) oraz IL-6). Podobnie jak w przypadku indukcji wydzielania IFNγ w limfocytach Th1, IL-18 pobudza wydzielanie specyficznych cytokin przez limfocyty Th17 synergistycznie z inną cytokiną – IL-23. Reakcje immunologiczne wywoływane przez limfocyty Th17 mają szczególne znaczenie dla zwalczania zakażeń pozakomórkowych.